# Alexandru T. Stamatiad
Alexandru Teodor Maria Stamatiad (n. 9 mai 1885, București – d. 1956, București) a fost un poet simbolist, prozator, publicist și traducător român.
A colaborat la Literatorul și la alte reviste ale timpului. Poezia sa, puternic influențată de Alexandru Macedonski, cultivă grandilocvența, prețiozitatea, efectul sonor, exotismul.

## Biografie
Alexandru Stamatiad este fiul Mariei Stamatiade și al lui Theodor Pallady, locotenent - colonel, fratele vireg al Alexandrinei Cantacuzino și văr cu pictorul Theodor Pallady și cu actrița Lucia Sturdza Bulandra.
A studiat la Liceul „Matei Basarab” și Liceul „Sf. Gheorghe” din București, apoi susține licența la Facultatea de Litere și Filosofie din București (1914). A fost profesor de limba franceză la Liceul „Moise Nicoară” din Arad (1918-1928), iar mai apoi s-a întors în  București.
Stamatiad intră în cenaclul lui Alexandru Macedonski , fiind preferatul acestuia, din ultima generație de discipoli.
Debutează în anul 1904, sub pseudonimul Adrian Alexandru, la revista Pleiada, aflată sub auspiciile poetului Alexandru Macedonski, pe care îl cunoscuse în anul 1903.
În anul 1918, Stamatiad devine prim-redactor la reapariția revistei Literatorul, după Primul Război Mondial.
Editează unicul număr (4 aprilie 1912) al publicației Grădina Hesperidelor, iar la Arad înființează și conduce revista Salonul literar (15 martie 1925-15 mai 1926).
Colaborează și la Românul, Românul literar, Vieața nouă, Revista idealistă, Viața literară și artistică, Convorbiri critice, Seara, Minerva literară ilustrată, Rampa, Noua revistă română, Scena, Ilustrațiunea română, Flacăra, Sburătorul, Societatea de mâine, Adevărul literar și artistic, Universul literar, Ritmul vremii, Convorbiri literare, Luceafărul literar și artistic, Litere, Însemnări ieșene, Revista Fundațiilor Regale, etc.
Primul volum, Din trâmbițe de aur, îi apare în anul 1910. Pentru volumul Cetatea cu porțile închise (1921) i-au fost decernate Premiul Societății Scriitorilor Români și Premiul Ministerului Artelor (1923)
Primește Premiul Academiei Române pentru volumele Pe drumul Damascului (1923), Poezii (1925) și Peisagii sentimentale (1935).
În anul 1938 i se acordă Premiul Național pentru Poezie.
A tradus din Charles Baudelaire, Oscar Wilde, Maurice Maeterlinck, Edgar Allan Poe, Omar Khayyam și a întocmit antologii din poezia chineză (Din flautul de jad, 1939) și japoneză (Din cântecele curtezanelor japoneze, 1942, Eșarfe de mătase, 1943) etc.
Data morții poetului nu se cunoaște cu exactitate, unele surse susțin că poetul a decedat în anul 1956, dar altele semnalează luna decembrie a anului 1955 ca dată a decesului. Zvonurile din lumea literară spun că în ultimile luni a fost imobilizat la pat, iar după vizitele vecinilor observa cum îi dispar lucrurile din cameră.. Manuscrisele sale au fost recuperate postum de către Mihai Apostol, care le-a publicat, în anul 2002, împreună cu scrisorile sale, într-o serie de volume. O ediție critică de Poezii alese, apreciată de Nicolae Manolescu și de Oliviu Crâznic,  a fost publicată în 2017 sub îngrijirea doctorului în filologie Ștefan Bolea.

## Opera
Lirica lui Stamatiad se situează, începând cu versurile care compun placheta Din trâmbițe de aur, în atmosfera simbolistă, cu o înclinație accentuată spre decorul baroc. Se întâlnesc aici toate elementele recuzitei simboliste: vis, senzualitate, erotism, muzicalitate, dar din cauza discursivității, greu de evitat și ulterior, estetica proprie orientării este trădată în spiritul ei.
- Din trâmbițe de aur, București, 1910; ediția București, 1930;
- Femei ciudate (în colaborare cu Constantin Râuleț), prefață de Emil Gârleanu, București, 1911;
- Doi dispăruți: Iuliu Săvescu - Ștefan Petică, București, 1915;
- Mărgăritare negre, cu un desen de Iser, București, 1918; ediția cu un portret de Constantin Artachino, Arad, 1920;
- Cetatea cu porțile închise, București, 1921;
- Pe drumul Damascului, București, 1923;
- Câțiva scriitori, Arad, 1925;
- Poezii, București, 1925;
- Peisagii sentimentale, București, 1935;
- Cortegiul amintirilor, București, 1942.

### Traduceri
- Charles Baudelaire, Poemele în proză ale lui..., București, 1912, Sufletul lui..., Arad, 1927, Pagini din... Cugetări și impresii. Poeme în proză. Desenuri, manuscrise, autografe, București, 1934;
- Maurice Maeterlinck, Oaspete nepoftit, București, 1912, Interior, București, 1913, Orbii, București, 1913, Ciclul morții, București, 1914;
- Oscar Wilde, Poeme în proză, București, 1919, Balada temniței din Reading, București, 1936, Pagini din București, 1937, Cântecul din urmă, București, 1946;
- Omar Khayyam, Catrene, introducerea traducătorului, București, 1932; ediție îngrijită de Alexandru Metea, Timișoara, 1993;
- Li Tai Pe, Din poeziile lui..., București, 1933;
- Din flautul de jad. Antologie chineză, București, 1939;
- Din cântecele curtezanelor japoneze, București, 1942;
- Eșarfe de mătase. Antologie japoneză, București, 1943;
- Din poezia americană, prefață de Perpessicius, București, 1947.